# Abu Hanifa
An-Núman ibn Thabit (arabiska: النعمان بن ثابت) eller imam Abu Hanifa, född 699 i Kufa, död 767 i Bagdad, grundare inte bara av den hanafitiska rättsskolan som är islams största klassiska lagskola (madhhab), utan av rättslära fiqh som en systematisk islamisk vetenskap över huvud taget.
Han började tidigt samla in hadither, det vill säga nedskrivna traditioner om Muhammed. Tillsammans med sina elever utarbetade han under en period av cirka 30 år en omfattande samling lagar, som täcker allt från hur man ber och fastar till olika aspekter av civilrätt och relationer till icke-muslimska samhällen. Han utvecklade en särskild uppfattning angående ra'y, det vill säga en princip som vissa rättslärde menar skall användas när det i en konkret situation inte finns anvisningar i Koranen eller sunna, och på qiyas, det vill säga hur man med analogislut kan få vägledning ur liknande exempel från Koranen eller sunna.
Av detta arbete återstår inga skrivna dokument, men traditionen lever vidare genom hans lärjungar och efterföljare, främst Muhammad bin al-Hasan al-Shaibani, som i sin tur var lärare till två av de andra stora imamerna, Malik Ibn Anas och Ash-Shāfi‘ī. Imam Abu Hanifas madhhab är den mest utbredda av de islamiska lagskolorna, och har utgjort den konstituerande grunden för de flesta islamiska stater genom historien. Dess anhängare utgör över hälften av dagens muslimer.